# Rastamössa

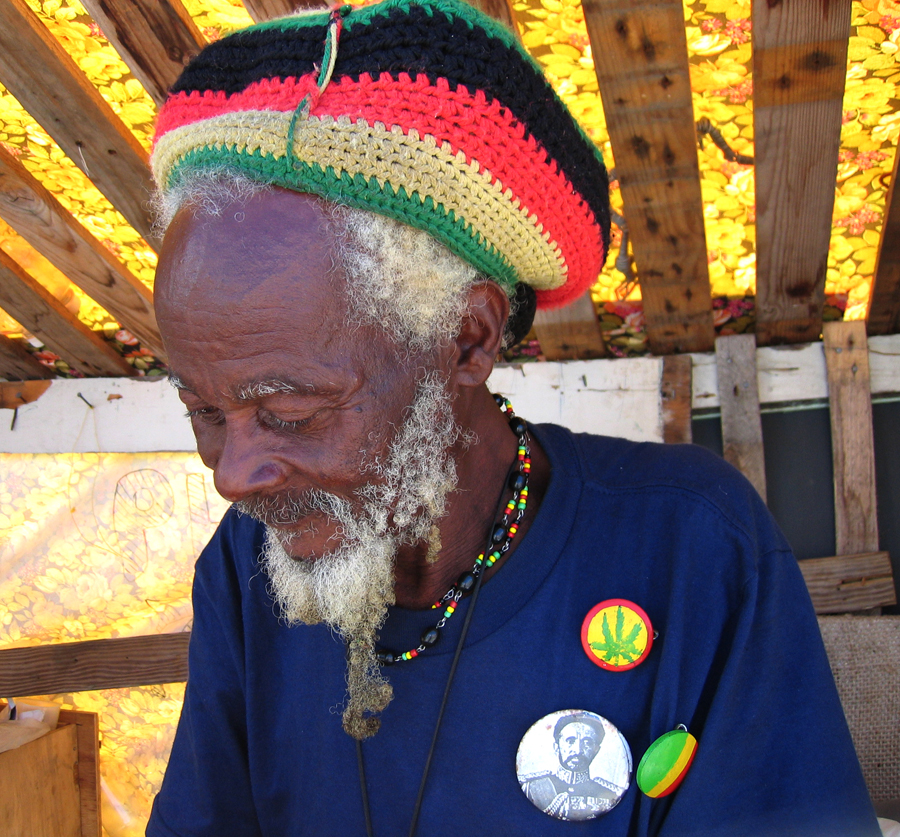
En äldre man iförd en rastamössa.

En rastamössa är en ofta virkad eller stickad mössa i färgerna grön/gul/röd/svart. Den bärs framförallt av anhängare till Rastafari varifrån färgerna också kommer.